# Durio burmanicus
Durio burmanicus (Soegeng) è un albero della famiglia delle Malvacee endemico del Myanmar.